# یودر
یودر (به آلمانی: Uder) یک شهر در آلمان است که در تورینگن واقع شده‌است.

## خصوصیات
یودر ۱۳٫۹۰ کیلومترمربع مساحت دارد ۲۳۰ متر بالاتر از سطح دریا واقع شده‌است.